# Signe de Blumberg
El signe de Blumberg és el dolor que es genera amb la descompressió brusca de l'abdomen i té gran importància a revelar irritació peritoneal. Pot ser característic, a la fossa ilíaca dreta, per exemple d'una apendicitis. També és conegut com a signe del rebot. Va rebre el nom del cirurgià alemany Jacob Moritz Blumberg. 

## Maniobra
En l'exploració de l'abdomen, el signe de Blumberg s'investiga fent pressió suau i profunda amb la punta dels dits units cobrint uns 2 cm, per després i sobtadament retirar la mà observant si la maniobra produeix dolor agut. L'estirament brusc del peritoneu parietal irritat, en causar l'efecte de rebot, origina aquest dolor. És possible que la lleu sacsejada realitzada durant la tècnica de la percussió de l'abdomen o quan el pacient tosseixi, desencadeni el dolor agut esmentat. En el cas de l'apendicitis, si el dolor desapareix en fer la maniobra, però no hi ha millora de la resta dels símptomes, indica que l'apendix s'ha gangrenat o la inflamació ha passat als teixits adjacents.

## Importància clínica
El signe indica agreujament del peritoneu parietal per estirament o moviment. El signe de Blumberg positiu és indicatiu de peritonitis, que pot ocórrer en malalties com l'apendicitis, i pot ocórrer en colitis ulcerosa amb sensibilitat de rebot al quadrant inferior dret.
Tanmateix, s'ha qüestionat el valor de la sensibilitat del rebot, ja que pot no afegir cap valor diagnòstic més enllà de l'observació que el pacient té una sensibilitat severa. L'ús del signe ha estat recolzat per altres.